# Engraulis
Engraulis – rodzaj ryb promieniopłetwych z podrodziny Engraulinae w obrębie rodziny sardelowatych (Engraulidae), określanych w języku polskim nazwą zwyczajową sardele. Są to ryby ławicowe, o dużym znaczeniu gospodarczym.

## Rozmieszczenie geograficzne
Pelagialne wody oceaniczne strefy ciepłej i umiarkowanej, na głębokościach od 1–400 m.

## Morfologia
Długość ciała do 24,8 cm; masa ciała (największa opublikowana) 68 g.

## Systematyka
Rodzaj zdefiniował w 1816 roku przyrodnik i zoolog Georges Cuvier w publikacji własnego autorstwa o tytule Królestwo zwierząt podzielone według swojej organizacji, aby służyć jako podstawa do historii naturalnej zwierząt i wprowadzenie do anatomii porównawczej. Gatunkiem typowym jest (późniejsze oznaczenie) sardela europejska (E. encrasicolus).

### Etymologia
- Engraulis (Langraulis): gr. εγγραυλις engraulis, εγγραυλιδος engraulidos ‘sardela’[9].
- Encrasicholus: gr. εγκρασιχολος enkrasikholos ‘sardela’[9]. Gatunek typowy (oznaczenie monotypowe): Clupea encrasicolus Linnaeus, 1758.
- Alpismaris: etymologia nieznana, Swainson nie podał znaczenia nazwy rodzajowej[3].
- Austranchovia: łac. auster, austri ‘południe’ (tj. Australia)[10]; rodzaj Anchovia Jordan & Evermann, 1895. Gatunek typowy: Atherina australis Shaw, 1790.

### Podział systematyczny
Do rodzaju należą następujące gatunki:
- Engraulis albidus Borsa, Collet & Durand, 2005
- Engraulis anchoita Hubbs & Marini, 1935 – sardela argentyńska[11]
- Engraulis australis (Shaw, 1790) – sardela australijska[12]
- Engraulis capensis Gilchrist, 1913 – sardela kapska[11]
- Engraulis encrasicolus (Linnaeus, 1758) – sardela europejska[12]
- Engraulis eurystole (Swain & Meek, 1884)
- Engraulis japonicus Temminck & Schlegel, 1846 – sardela japońska[12]
- Engraulis mordax Girard, 1854 – sardela kalifornijska[11]
- Engraulis ringens Jenyns, 1842 – sardela peruwiańska[11]